# Federico Righi (calciatore)
Federico Righi (Legnano, 16 febbraio 1951) è un ex calciatore italiano, di ruolo centrocampista.

## Carriera
Dopo gli esordi in Serie D con il Moglia, debutta in Serie A nel campionato 1968-1969 con il Bologna, squadra con cui disputa complessivamente 9 partite nella massima serie nell'arco di tre stagioni, vincendo una Coppa Italia nel 1970. Altre fonti gli assegnano nel campionato di Serie A 1969-1970 cinque presenze invece di sette.
Successivamente disputa sei stagioni in Serie B, di cui una con il Cesena, un'altra con la Reggina, tre con l'Arezzo ed infine una con il Brindisi, totalizzando 181 presenze e 2 reti nella serie cadetta.
Trascorre gli ultimi anni della carriera di calciatore dapprima in Serie C con il Matera e con il Catania, e poi in Serie C2 con il Riccione.

## Palmarès

### Club

#### Competizioni nazionali
- Coppa Italia: 1

Bologna: 1969-1970

#### Competizioni internazionali
- Coppa di Lega Italo-Inglese: 1

Bologna: 1970